# Fritz Wöhrn
Fritz Oskar Karl Wöhrn, Schreibweise auch Woehrn (* 12. März 1905 in Rixdorf; † 18. Dezember 1979 in Bad Neuenahr) war ein deutscher SS-Hauptsturmführer (1942) und Sachbearbeiter im Eichmannreferat des Reichssicherheitshauptamtes (RSHA).

## Biografie
Wöhrn, Sohn eines Steindruckers, schlug ab 1926 im Polizeipräsidium Berlin die Laufbahn zum Polizeibeamten ein. Nach der 1929 bestandenen Prüfung für den gehobenen Polizeiverwaltungsdienst erfolgte 1930 seine Versetzung in das Polizeipräsidium Oberhausen, wo er als Polizeiobersekretär tätig war. Im Mai 1933 trat Wöhrn der NSDAP (Mitgliedsnummer 2.863.618) und 1937 der SS (SS-Nr. 280.238) bei. Ab Februar 1935 war er beim Geheimen Staatspolizeiamt in Berlin bei der Abteilung „Juden, Freimaurer, Emigranten“ tätig. Wöhrn, der ab 1938 den Rang eines SS-Obersturmführers innehatte, war ab November 1940 Sachbearbeiter in der Abteilung IVB4 im RSHA (Eichmannreferat) und dort für „Mischlingsfragen und Mischehen“ sowie von Anfang 1941 bis Ende 1944 für  Schutzhaftsachen zuständig. Er veranlasste die Schutzhaftabteilung im RSHA, Juden in Konzentrationslager einzuweisen, „die wegen eines Verstoßes gegen die ‚Sonderbestimmungen für Nichtarier‘ denunziert worden waren“. Des Weiteren führte er die Dienstaufsicht über die Reichsvereinigung der Juden in Deutschland und das Jüdische Krankenhaus Berlin.
Kurz vor Kriegsende organisierte sich Wöhrn eine Kennkarte auf seinen echten Namen, aber mit falscher Berufsangabe.

## Nach Kriegsende
Ab 1948 war Wöhrn als Handelsvertreter für Elektroartikel beschäftigt und lebte in Bad Neuenahr. Er stellte 1963 einen Antrag auf Wiederverwendung für den Polizeidienst beim Innenminister des Landes Nordrhein-Westfalen, wodurch sein Aufenthaltsort offenkundig wurde. Nach seiner Verhaftung 1967 wurde Wöhrn vor dem Landgericht Berlin wegen Beihilfe zum Mord angeklagt und nach einer Revision durch den Bundesgerichtshof am 6. April 1971 zu zwölf Jahren Haft verurteilt. Wöhrn wurde insbesondere beschuldigt, an der „Einweisung jüdischer Mischehenpartner in Konzentrationslager“ mitgewirkt zu haben. Zudem war er mit Eichmanns Stellvertreter Rolf Günther an der „Gemeindeaktion“ in Berlin beteiligt gewesen, während der am 20. Oktober 1942 533 Mitglieder der jüdischen Gemeinde für eine Deportation ausgewählt worden waren, sowie im März 1943 an der Selektion von 300 Mitarbeitern des Jüdischen Krankenhauses Berlin. Zudem wurde er beschuldigt, auch die Deportation von Juden aus sogenannten neutralen Staaten betrieben zu haben, da Juden, deren Pässe aus neutralen Staaten auf dem Postwege abgefangen wurden, durch sein Handeln ins KZ Auschwitz deportiert wurden. Wöhrn, so das Gericht, habe sich vom „Judenhass“ seiner Vorgesetzten im RSHA leiten lassen und sei „einer der radikalsten und bekanntesten Funktionäre des Judenreferats“ gewesen. Über den weiteren Lebensweg Wöhrns ist nichts bekannt. Am 25. Juni 1975 wurde er aus der Strafanstalt Tegel entlassen.